# Instalaciones de los Juegos Olímpicos de Pekín 2008

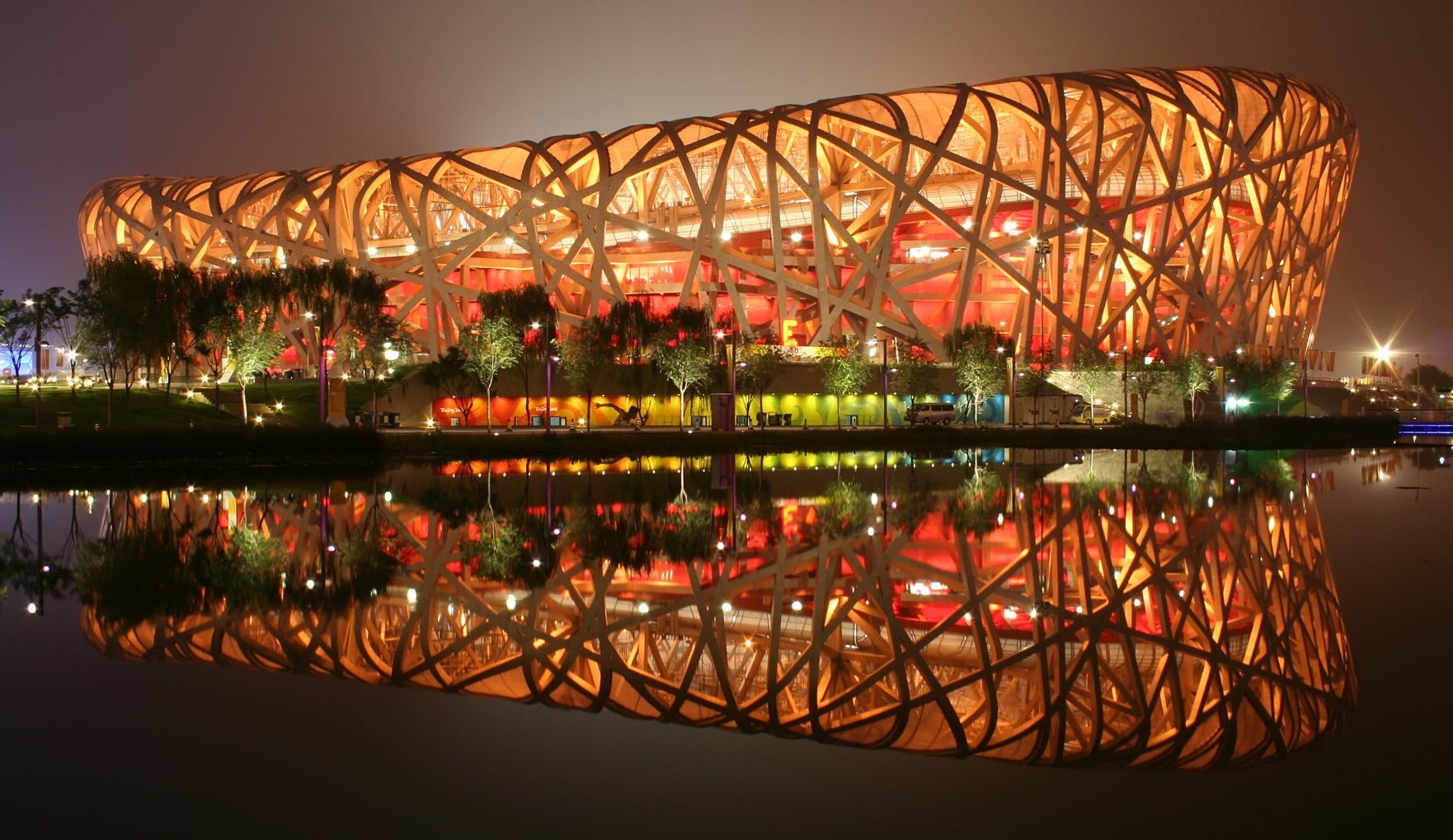
El Estadio Nacional de Pekín de noche

En los Juegos Olímpicos de Pekín 2008 se usaron un total de treinta y siete instalaciones, treinta y una en Pekín y seis fuera de Pekín.
Los Juegos Olímpicos de 2008 se celebraron en Pekín, China del 8 al 24 de agosto de 2008. Un total de 11028 atletas de 204 comités olímpicos nacionales participaron en 302 eventos de 28 deportes, que tuvieron lugar en 37 instalaciones. De estas instalaciones once eran preexistentes, doce se construyeron para las Olimpiadas y ocho fueron temporales, que fueron desmanteladas tras el fin de los juegos. Además, hubo seis instalaciones fuera de Pekín que albergaron eventos, de las cuales dos se construyeron para las Olimpiadas.
La candidatura de Pekín consiguió los Juegos Olímpicos de 2008 el 13 de julio de 2001. Las primeras instalaciones nuevas que se comenzaron a construir fueron el Estadio Nacional de Pekín, el Centro Acuático Nacional de Pekín, el Salón de Tiro de Pekín, y el Velódromo de Laoshan, mientras que las obras importantes comenzaron en diciembre de 2003. En mayo de 2007 había comenzado la construcción de todas las instalaciones de Pekín para los juegos. El coste de construcción y renovación de las instalaciones fue de aproximadamente RMB¥13000 millones (US$ 1900 millones).
Varias instalaciones se sitúan en el Parque Olímpico de Pekín. La instalación con mayor capacidad de los juegos fue el Estadio Nacional de Pekín, también conocido como el Nido del Pájaro, con 91000 espectadores, en el que se realizaron las ceremonias de apertura y clausura. La instalación con menor capacidad fue el temporal Circuito de Laoshan para Bicicleta de Montaña, que tenía 2000 asientos.

## Instalaciones

### Parque Olímpico de Pekín
| Instalación                                         | Deportes                                           | Capacidad | Ref.   |
| --------------------------------------------------- | -------------------------------------------------- | --------- | ------ |
| Centro Acuático Nacional de Pekín                   | Natación, saltos y natación sincronizada           | 17 000    | [ 6 ]  |
| Estadio Cubierto Nacional de Pekín                  | Gimnasia (artística, trampolín), balonmano (final) | 19 000    | [ 7 ]  |
| Estadio Nacional de Pekín                           | Atletismo, fútbol (final)                          | 91 000    | [ 8 ]  |
| Centro de Tenis del Parque Olímpico de Pekín        | Tenis                                              | 17 400    | [ 9 ]  |
| Campo de Tiro con Arco del Parque Olímpico de Pekín | Tiro con arco                                      | 5,000     | [ 10 ] |
| Centro de Conferencias del Parque Olímpico          | Esgrima, pentatlón moderno (esgrima, tiro)         | 5 695     | [ 11 ] |
| Estadio de Hockey del Parque Olímpico de Pekín      | Hockey                                             | 17 000    | [ 12 ] |

### Gimnasios de universidades
| Instalación                                                       | Deportes                    | Capacidad | Ref.   |
| ----------------------------------------------------------------- | --------------------------- | --------- | ------ |
| Gimnasio de la Universidad de Ciencia y Tecnología de Pekín       | Judo, taekwondo             | 8 024     | [ 13 ] |
| Gimnasio de la Universidad de Tecnología de Pekín                 | Bádminton, gimnasia rítmica | 7500      | [ 14 ] |
| Gimnasio de la Universidad Agrícola de China                      | Lucha                       | 8 000     | [ 15 ] |
| Gimnasio de la Universidad de Pekín                               | Tenis de mesa               | 8 000     | [ 16 ] |
| Gimnasio de la Universidad de Aeronáutica y Astronáutica de Pekín | Halterofilia                | 5 400     | [ 17 ] |
| Gimnasio del Instituto Tecnológico de Pekín                       | Voleibol                    | 5 000     | [ 18 ] |

### Nuevas instalaciones

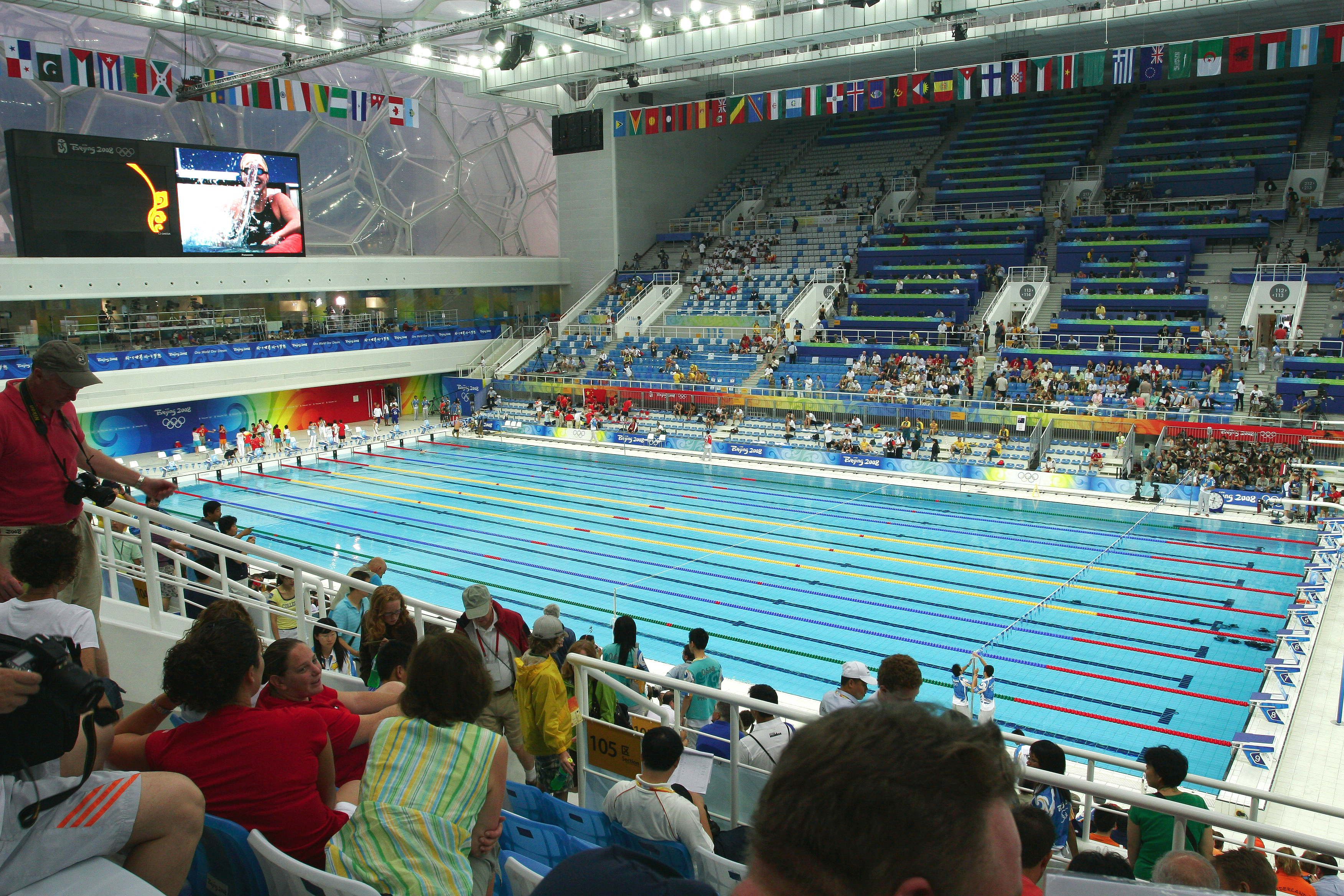
El Centro Acuático Nacional de Pekín por la noche

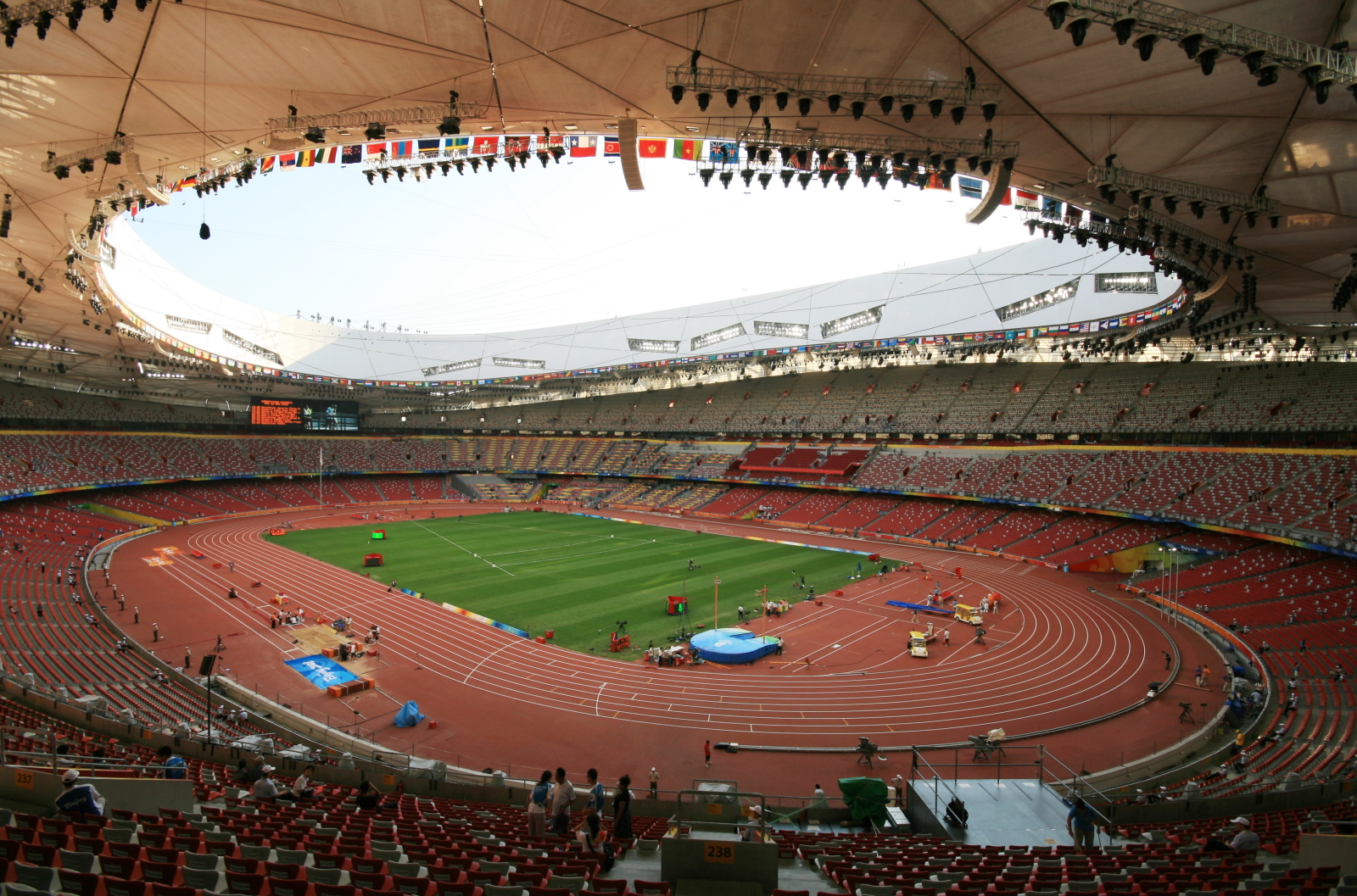
El Estadio Nacional de Pekín

| Instalación                                                 | Deportes                                           | Capacidad | Ref.   |
| ----------------------------------------------------------- | -------------------------------------------------- | --------- | ------ |
| Beijing National Aquatic Center                             | Natación, saltos y natación sincronizada           | 17 000    | [ 6 ]  |
| Estadio Cubierto Nacional de Pekín                          | Gimnasia (artística, trampolín), balonmano (final) | 19 000    | [ 7 ]  |
| Estadio Nacional de Pekín                                   | Atletismo, fútbol (final)                          | 91 000    | [ 8 ]  |
| Gimnasio de la Universidad de Ciencia y Tecnología de Pekín | Judo, taekwondo                                    | 8 024     | [ 13 ] |
| Salón de Tiro de Pekín                                      | Tiro (pistola, rifle)                              | 9 000     | [ 19 ] |
| Gimnasio de la Universidad de Tecnología de Pekín           | Bádminton, gimnasia rítmica                        | 7 500     | [ 14 ] |
| Gimnasio de la Universidad Agrícola de China                | Lucha                                              | 8 000     | [ 15 ] |
| Velódromo de Laoshan                                        | Ciclismo (pista)                                   | 6 000     | [ 20 ] |
| Centro de Tenis del Parque Olímpico de Pekín                | Tenis                                              | 17 400    | [ 9 ]  |
| Gimnasio de la Universidad de Pekín                         | Tenis de mesa                                      | 8 000     | [ 16 ] |
| Parque Olímpico de Remo-Piragüismo de Shunyi                | Remo, Piragüismo, y natación (maratón)             | 37 000    | [ 21 ] |
| Gimnasio Olímpico de Baloncesto                             | Baloncesto                                         | 18 000    | [ 22 ] |

### Instalaciones existentes

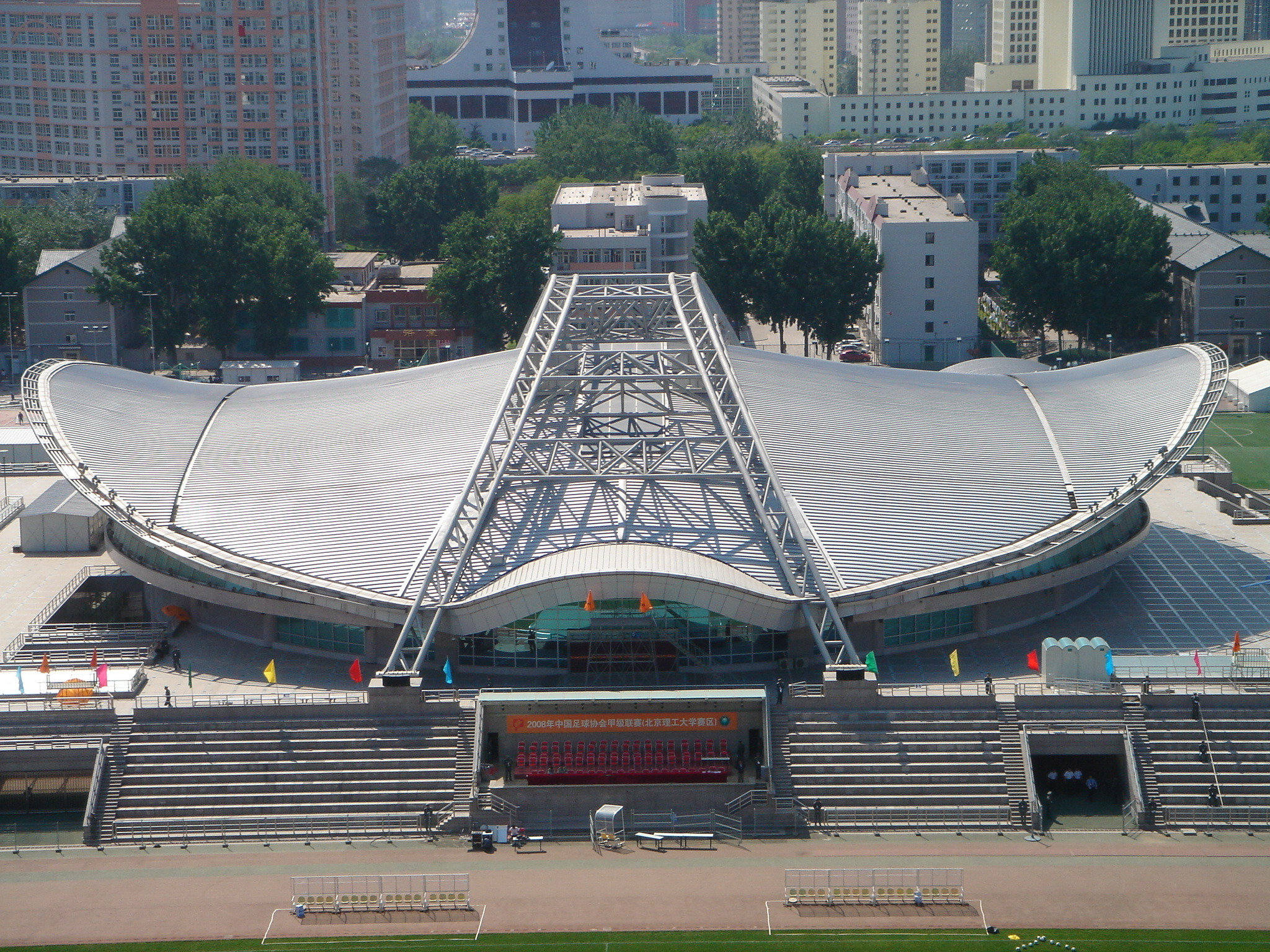
El Gimnasio del Instituto Tecnológico de Pekín, que albergó la competición de voleibol

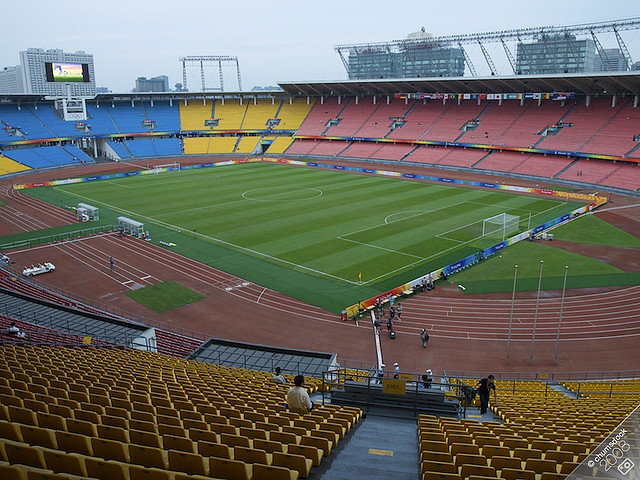
El Estadio de los Trabajadores albergó los cuartos de final y las semifinales del fútbol

| Instalación                                                       | Deportes                                        | Capacidad | Ref.   |
| ----------------------------------------------------------------- | ----------------------------------------------- | --------- | ------ |
| Gimnasio de la Universidad de Aeronáutica y Astronáutica de Pekín | Halterofilia                                    | 5 400     | [ 17 ] |
| Gimnasio del Instituto Tecnológico de Pekín                       | Voleibol                                        | 5 000     | [ 18 ] |
| Campo de Tiro al Plato de Pekín                                   | Tiro (escopeta)                                 | 5 000     | [ 23 ] |
| Estadio Cubierto de la Capital (Pekín)                            | Voleibol (final)                                | 18 000    | [ 24 ] |
| Estadio de Sóftbol de Fengtai                                     | Sóftbol                                         | 13 000    | [ 25 ] |
| Circuito de Laoshan para Bicicleta de Montaña                     | Ciclismo (bicicleta de montaña)                 | 2 000     | [ 26 ] |
| Olympic Sports Centre                                             | Fútbol, Pentatlón moderno (equitación, carrera) | 36 228    | [ 27 ] |
| Gimnasio del Centro Olímpico de Pekín                             | Balonmano                                       | 7 000     | [ 28 ] |
| Gimnasio de los Trabajadores                                      | Boxeo                                           | 13 000    | [ 29 ] |
| Estadio de los Trabajadores                                       | Fútbol                                          | 70 161    | [ 30 ] |
| Piscina Yingdong                                                  | Waterpolo, pentatlón moderno (natación)         | 4 852     | [ 31 ] |

### Instalaciones temporales

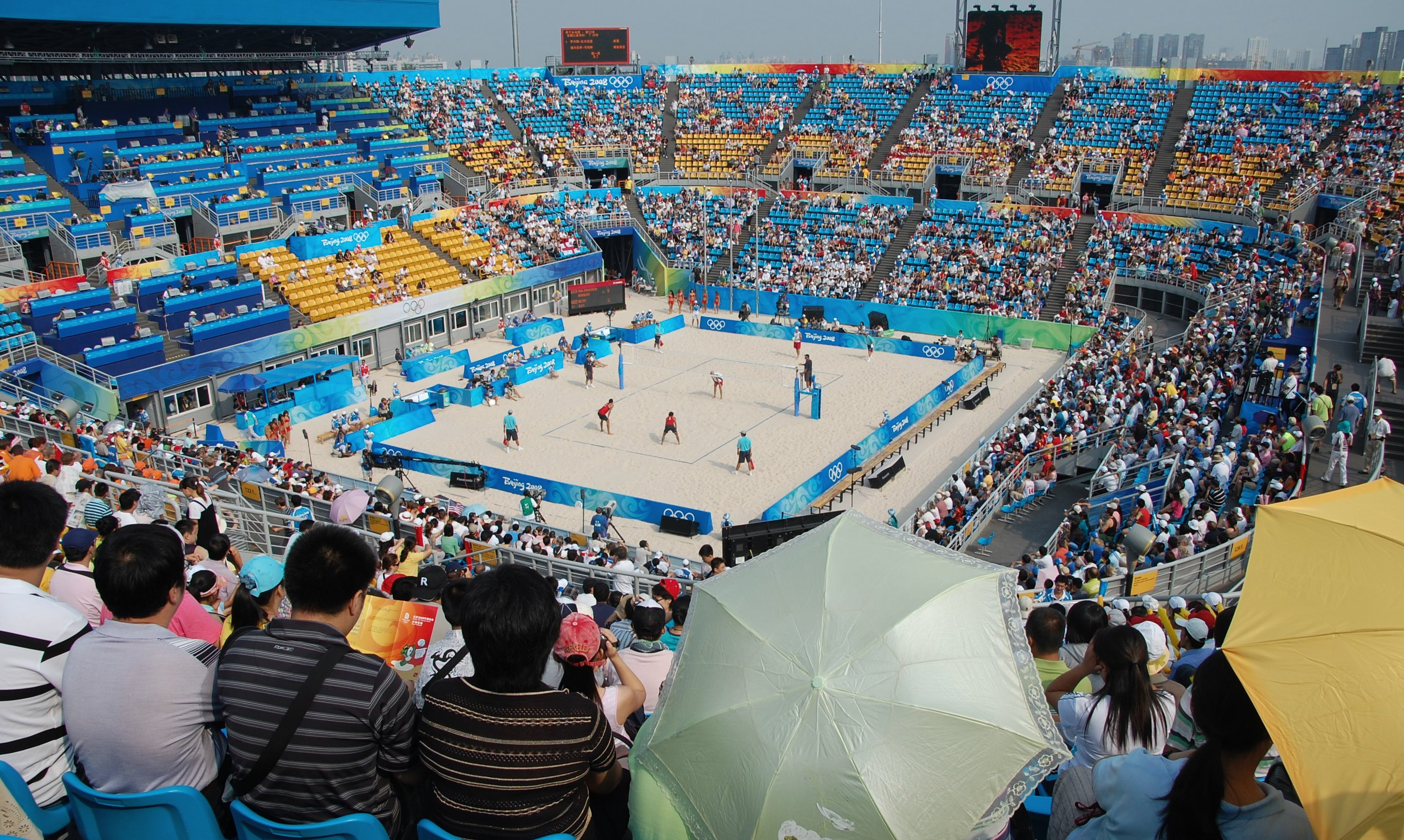
El Campo de Vóley Playa del Parque Chaoyang

| Instalación                                         | Deportes                                   | Capacidad | Ref.   |
| --------------------------------------------------- | ------------------------------------------ | --------- | ------ |
| Campo de Vóley Playa del Parque Chaoyang            | Voleibol (playa)                           | 12 000    | [ 32 ] |
| Pista de Laoshan para BMX                           | Ciclismo (BMX)                             | 4 000     | [ 33 ] |
| Campo de Tiro con Arco del Parque Olímpico de Pekín | Tiro con arco                              | 5 000     | [ 10 ] |
| Centro de Conferencias del Parque Olímpico          | Esgrima, pentatlón moderno (esgrima, tiro) | 5 695     | [ 11 ] |
| Estadio de Hockey del Parque Olímpico de Pekín      | Hockey                                     | 17 000    | [ 12 ] |
| Instalación de triatlón (Pekín 2008)                | Triátlon                                   | 10 000    | [ 34 ] |
| Circuito Urbano de Ciclismo (Pekín 2008)            | Ciclismo (road race)                       | n/d       | [ 35 ] |
| Gimnasio Olímpico de Baloncesto                     | Béisbol                                    | 18 000    | [ 36 ] |

### Instalaciones fuera de Pekín

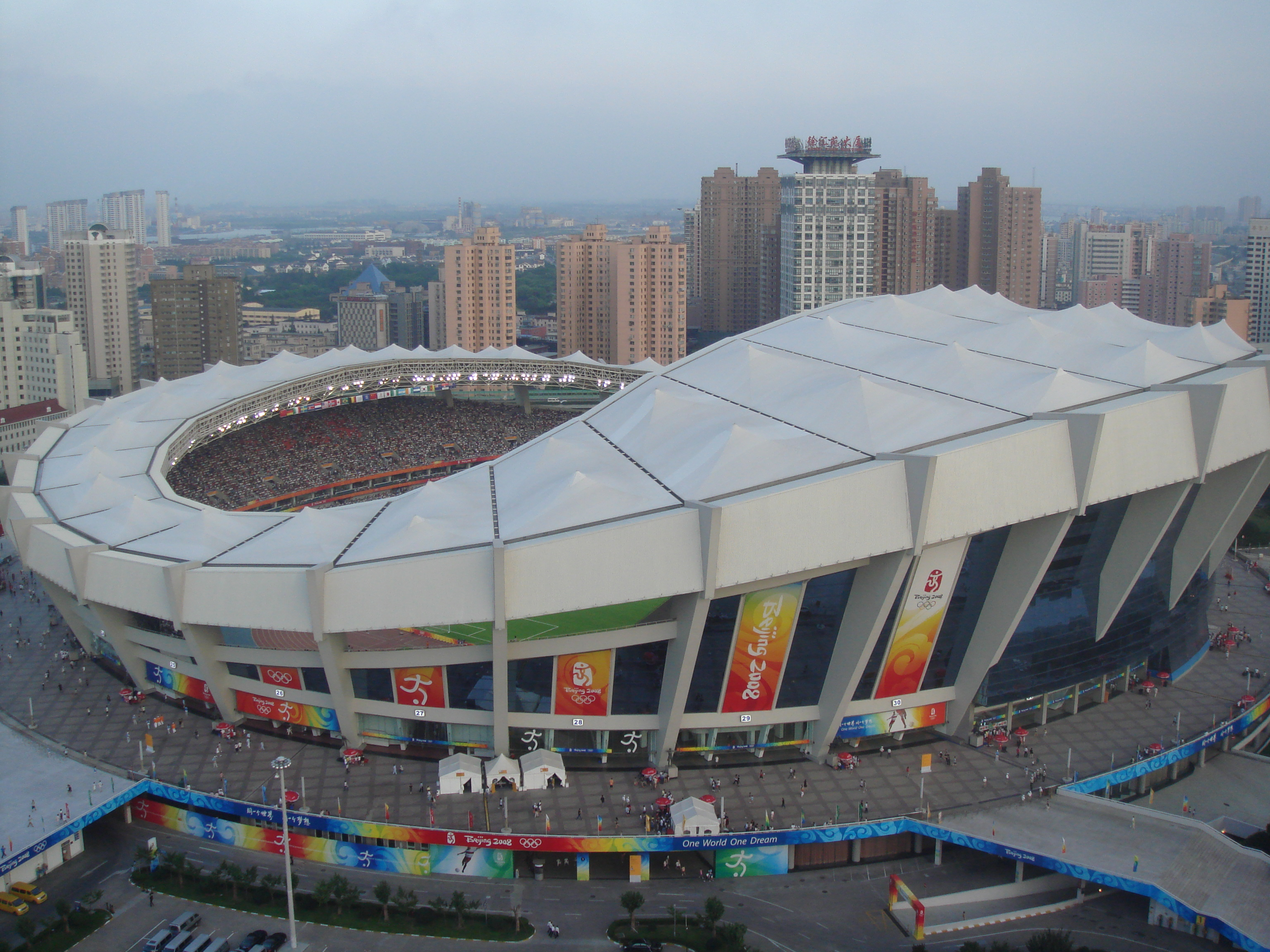
El Estadio de Shanghái, uno de los estadios de las rondas preliminares de fútbol

| Instalación                                    | Localización | Deportes   | Capacidad | Ref.   |
| ---------------------------------------------- | ------------ | ---------- | --------- | ------ |
| Instalaciones Ecuestres Olímpicas de Hong Kong | Hong Kong    | Equitación | 18 000    | [ 37 ] |
| Centro Internacional de Vela de Qingdao        | Qingdao      | Vela       | n/d       | [ 38 ] |
| Estadio Olímpico de Qinhuangdao                | Qinhuangdao  | Fútbol     | 33 572    | [ 39 ] |
| Estadio de Shanghái                            | Shanghái     | Fútbol     | 80 000    | [ 40 ] |
| Estadio Olímpico de Shenyang                   | Shenyang     | Fútbol     | 60 000    | [ 41 ] |
| Estadio Olímpico de Tianjin                    | Tianjin      | Fútbol     | 60 000    | [ 42 ] |